# Songwriters Hall of Fame
Il Songwriters Hall of Fame (SHOF) è un progetto della National Academy of Popular Music (NAPM) che ha l'obiettivo di realizzare un museo dedicato ai più importanti autori di canzoni dell'industria musicale statunitense.
Venne fondato nel 1969 dal compositore Johnny Mercer e dagli editori musicali Abe Olman e Howie Richmond.
La National Academy of Popular Music è l'organizzazione che sovrintende il progetto SHOF e si dedica a promuovere i nuovi talenti nel campo della professione di compositore di canzoni, attraverso la promozione, l'organizzazione di corsi, di gruppi di lavoro e seminari, l'erogazione di borse di studio e l'assistenza e l'aiuto all'interno dell'industria discografica.
Attualmente il SHOF esiste solo come museo virtuale sul web. L'obbiettivo più importante per la National Academy of Popular Music è la realizzazione di un museo permanente a New York ove raccogliere materiale e testimonianze sulla storia della musica folk e della musica popolare statunitense e sugli autori e compositori in particolare.
L'inserimento di nuovi compositori nella Songwriters Hall of Fame avviene annualmente. La Hall of Fame dei compositori è suddivisa in tre categorie storiche a loro volta suddivise in sottocategorie (che corrispondono genericamente ad una identificazione di genere musicale):
- Early American Song (dal 1600 al 1879): per i principali compositori di musica tradizionale;
- Tin Pan Alley (dal 1880 al 1953): per i compositori del periodo storico durante il quale è nata la musica pop e l'industria musicale statunitense si è affermata e durante il quale sono nati il jazz, il blues, il musical;
- Rock 'n' Roll (dal 1954 ad oggi): per i compositori del periodo storico durante il quale la musica popolare  statunitense si è trasformata e l'industria musicale è cresciuta e si è espansa e affermata a livello mondiale.

Presidente emerito dell'organizzazione è stato Frank Sinatra, dal 1993 sino alla morte.
I Queen e i Bee Gees sono tra le poche band finora ad essere state ammesse per intero nella Hall of Fame, avendo tutti i rispettivi componenti contribuito alla scrittura di brani del gruppo.
Piuttosto rari sono nella SHOF gli autori non anglofoni e che non abbiano svolto la loro attività prevalentemente negli Stati Uniti. Tra questi il brasiliano Antônio Carlos Jobim e il francese Charles Aznavour.
Ad ogni evento annuale, oltre alla nomina di nuovi compositori nella Hall of Fame, vengono assegnati vari premi ai protagonisti dell'industria musicale. Gli scrittori di canzoni considerati promettenti e più dotati sono premiati con una borsa di studio intitolata a Abe Olman (Abe Olman Publisher's Award for Excellence in Songwriting). Nel 2004 è stato inaugurato lo Starlight Award, premio per i giovani autori di canzoni che abbiano avuto un impatto duraturo sulla storia della musica: il primo vincitore del premio è stato Rob Thomas, il cantante dei Matchbox Twenty, seguito, l'anno seguente, da Alicia Keys.
Nel 2015 viene istituito per la prima volta il Contemporary Icon Award, premio che riconosce lo status da "icona" nella musica, e viene consegnato a Lady Gaga.

## Gli autori di canzoni inseriti nella Songwriters Hall of Fame

### A
- Lee Adams
- Harold Adamson
- Richard Adler
- Milton Ager
- Fred Ahlert
- Harry Akst
- Louis Alter
- Leroy Anderson
- Paul Anka
- Harold Arlen
- Nickolas Ashford
- Charles Aznavour

### B
- Burt Bacharach
- Ernest Ball
- Jeff Barry
- John Barry
- Dave Bartholomew
- Katharine Lee Bates
- Thom Bell
- Bennie Benjamin
- Alan Bergman
- Marilyn Bergman
- Irving Berlin
- Leonard Bernstein
- Chuck Berry
- William Billings
- Otis Blackwell
- James Bland
- Ralph Blane
- Rube Bloom
- Jerry Bock
- Jon Bon Jovi
- David Bowie
- Leslie Bricusse
- James Brockman
- James Brown
- Lew Brown
- Nacio Herb Brown
- Alfred Bryan
- Boudleaux Bryant
- Felice Bryant
- Joe Burke
- Johnny Burke

### C
- Irving Caesar
- Sammy Cahn
- Anne Caldwell
- Mariah Carey
- Hoagy Carmichael
- Harry Carroll
- Saul Chaplin
- Eric Clapton
- Sidney Clare
- George M. Cohan
- Cy Coleman
- Phil Collins
- Betty Comden
- Con Conrad
- Sam Cooke
- J. Fred Coots
- Henry Cosby
- Sam Coslow
- Noël Coward
- Linda Creed
- Bob Crewe
- Jim Croce
- Steve Cropper
- David Crosby

### D
- Hart P. Danks
- Bobby Darin
- Hal David
- Mack David
- Benny Davis
- Mac Davis
- John Deacon
- Reginald De Koven
- Eddie De Lange
- Gene De Paul
- Peter De Rose
- Buddy De Sylva
- John Denver
- Neil Diamond
- Howard Dietz
- Mort Dixon
- Fats Domino
- Walter Donaldson
- Lamont Dozier
- Ervin Drake
- Paul Dresser
- Dave Dreyer
- Al Dubin
- Vernon Duke
- Bob Dylan

### E
- Fred Ebb
- Gus Edwards (The Star Maker)
- Raymond B. Egan
- Edward Eliscu
- Duke Ellington
- Daniel Decatur Emmett
- Ray Evans

### F
- Sammy Fain
- Dorothy Fields
- Ted Fiorito
- Fred Fisher
- John Fogerty
- Stephen Foster
- Charles Fox
- Arthur Freed
- Glenn Frey
- Rudolf Friml

### G
- Kenneth Gamble
- Bob Gaudio
- George Gershwin
- Ira Gershwin
- Barry Gibb
- Maurice Gibb
- Robin Gibb
- L. Wolfe Gilbert
- Haven Gillespie
- Patrick S. Gilmore
- Norman Gimbel
- Gerry Goffin
- Mack Gordon
- Adolph Green
- Al Green
- Bud Green
- Johnny Green
- Howard Greenfield
- Ellie Greenwich
- Ferde Grofe
- Woody Guthrie

### H
- Daryl Hall
- Marvin Hamlisch
- Oscar Hammerstein II
- Lou Handmanu
- W. C. Handy (Padre del Blues)
- James F. Hanley
- Otto Harbach
- Yip Harburg
- Sheldon Harnick
- Charles K. Harris
- Lorenz Hart (Larry)
- Isaac Hayes
- Ray Henderson
- Don Henley
- Victor Herbert
- Jerry Herman
- Edward Heyman
- Billy Hill
- Bob Hilliard
- Al Hoffman
- Brian Holland
- Edward Holland
- Buddy Holly
- Harlan Howard
- Joe Howard
- Julia Ward Howe
- Leon Huff

### J
- Janis Joplin
- Michael Jackson
- Carrie Jacobs Bond
- Mick Jagger
- Gordon Jenkins
- Will Jennings
- Antônio Carlos Jobim
- Billy Joel
- Elton John
- Howard Johnson
- Rida Johnson Young
- James P. Johnson
- James Weldon Johnson
- Jay-Z

### K
- Bert Kaempfert
- Irving Kahal
- Gus Kahn
- Bert Kalmar
- John Kander
- Jimmy Kennedy
- Jerome Kern
- Francis Scott Key
- Carole King
- Ted Koehler
- Kris Kristofferson

### L
- Burton Lane
- Jack Lawrence
- Ernesto Lecuona
- Huddie Ledbetter (Leadbelly)
- Peggy Lee
- Michel Legrand
- Jerry Leiber
- Carolyn Leigh
- John Lennon
- Alan Jay Lerner
- Edgar Leslie
- Sam Lewis
- Little Richard
- Jay Livingston
- Jerry Livingston
- Frank Loesser
- Frederick Loewe
- Lady Gaga

### M
- Ballard MacDonald
- Edward Madden
- Herb Magidson
- Henry Mancini
- Barry Manilow
- Barry Mann
- Johnny Marks
- Hugh Martin
- Brian May
- Curtis Mayfield
- Joseph McCarthy
- Paul McCartney
- Jimmy McHugh
- Don McLean
- Johnny Mercer
- Freddie Mercury
- Bob Merrill
- George W. Meyer
- Joseph Meyer
- Joni Mitchell
- James V. Monaco
- Sylvia Moy
- Neil Moret
- Van Morrison
- Theodore Morse
- Lewis F. Muir
- Jim Morrison

### N
- Willie Nelson
- Ethelbert Nevin
- Anthony Newley
- Randy Newman
- Ray Noble
- Jack Norworth

### O
- John Oates
- Chauncey Olcott
- Roy Orbison

### P
- Mitchell Parish
- Dolly Parton
- John Howard Payne
- Steve Perillo
- J. S. Pierpont
- Maceo Pinkard
- Lew Pollack
- Doc Pomus "Doc"
- Cole Porter
- David Porter

### R
- Ralph Rainger
- Don Raye
- Andy Razaf
- Otis Redding
- Herb Rehbein
- Harry Revel
- Eben E. Rexford
- Tim Rice
- Keith Richards
- Lionel Richie
- Leo Robin
- Smokey Robinson
- Jimmie Rodgers
- Richard Rodgers
- Sigmond Romberg
- Harold Rome
- George F. Root
- Billy Rose
- Fred Rose
- Vincent Rose
- Jerry Ross
- Harry Ruby
- Bob Russell
- Dan Reynolds

### S
- Richie Sambora
- Bruce Springsteen
- Larry Stock
- Mike Stoller
- Billy Strayhorn
- Barrett Strong
- Charles Strouse
- Jule Styne
- Taylor Swift
- Carly Simon

### T
- Bernie Taupin
- James Taylor
- Roger Taylor
- Harry A. Tierney
- Charles Tobias
- Harry Tobias
- Roy Turk
- Tim Bergling
- 2PAC

### V
- Egbert Van Alstyne
- Jimmy Van Heusen
- Albert Von Tilzer
- Harry Von Tilzer

### W
- Fats Waller
- Samuel A. Ward
- Diane Warren
- Harry Warren
- Ned Washington
- Mabel Wayne
- Jimmy Webb
- Andrew Lloyd Webber
- Paul Francis Webster
- Cynthia Weil
- Kurt Weill
- George David Weiss
- Percy Wenrich
- Norman Whitfield
- Maurice White
- Richard Whiting
- Alec Wilder
- Clarence Williams
- Hank Williams
- John Williams
- Paul Williams
- Spencer Williams
- Meredith Willson
- Brian Wilson
- Sep Winner
- Bill Withers
- Stevie Wonder
- Harry M. Woods
- Henry C. Work
- Allie Wrubel

### Y
- Jack Yellen
- Vincent Youmans
- Joe Young
- Victor Young

### Z
Hans Zimmer